# Robert Gravier
Pour les articles homonymes, voir Gravier.
Robert Gravier, né le 5 septembre 1905 et mort le 15 juillet 2005, est un homme politique français.

## Biographie
Le 14 janvier 1947, il est nommé secrétaire du Conseil de la République.
Robert Gravier est nommé questeur du Conseil de la République les 25 novembre 1948, 11 janvier 1949, 10 janvier 1950, 9 janvier 1951, 8 janvier 1952, 5 juin 1952, 14 janvier 1953, 13 janvier 1954, 11 janvier 1955, 7 juillet 1955, 6 octobre 1955, 4 octobre 1956 et 3 octobre 1957,,,,,,,,,,,,.

## Détail des fonctions et des mandats
Mandats parlementaires
- 8 décembre 1946 - 26 avril 1959 : sénateur de la IVe République
- 26 avril 1959 - 1er octobre 1974 : sénateur de Meurthe-et-Moselle

Mandats locaux
- 1935 - 1983 : maire de Haudonville
- 1937 - 1970 : conseiller général de Meurthe-et-Moselle - canton de Gerbéviller
- 1951 - 1970 : président du conseil général de Meurthe-et-Moselle